# Медфорд (Міннесота)
Медфорд (англ. Medford) — місто (англ. city) в США, в окрузі Стіл штату Міннесота. Населення — 1315 осіб (2020).

## Географія
Медфорд розташований за координатами 44°10′7″ пн. ш. 93°14′53″ зх. д. / 44.16861° пн. ш. 93.24806° зх. д. (44.168526, -93.248084).  За даними Бюро перепису населення США в 2010 році місто мало площу 2,98 км², уся площа — суходіл.

## Демографія
Згідно з переписом 2010 року, у місті мешкало 1239 осіб у 450 домогосподарствах у складі 336 родин. Густота населення становила 415 осіб/км².  Було 470 помешкань (158/км²).
Расовий склад населення:
| - 96,3 % — білих - 0,9 % — чорних або афроамериканців - 0,6 % — азіатів - 0,1 % — корінних американців |

До двох чи більше рас належало 1,4 %. Частка іспаномовних становила 5,2 % від усіх жителів.
За віковим діапазоном населення розподілялося таким чином: 31,2 % — особи молодші 18 років, 58,5 % — особи у віці 18—64 років, 10,3 % — особи у віці 65 років та старші. Медіана віку мешканця становила 34,4 року. На 100 осіб жіночої статі у місті припадало 103,8 чоловіків;  на 100 жінок у віці від 18 років та старших — 96,8 чоловіків також старших 18 років.
Середній дохід на одне домашнє господарство  становив 70 002 долари США (медіана — 67 112), а середній дохід на одну сім'ю — 75 900 доларів (медіана — 74 688). Медіана доходів становила 47 100 доларів для чоловіків та 37 011 долар для жінок. За межею бідності перебувало 7,6 % осіб, у тому числі 6,1 % дітей у віці до 18 років та 17,7 % осіб у віці 65 років та старших.
Цивільне працевлаштоване населення становило 703 особи. Основні галузі зайнятості: виробництво — 26,3 %, освіта, охорона здоров'я та соціальна допомога — 19,6 %, роздрібна торгівля — 13,8 %.